# ノルウェーサーモン
ノルウェーサーモンは、タイセイヨウサケ（別名アトランティックサーモン）のうち、ノルウェーで養殖されたものを特にそう呼称する。2017年の国連食糧農業機関（FAO）の報告によれば、世界で養殖されているサーモンのうちノルウェー産のものが全体の約半分を占めている。

## 経緯
ノルウェーでのサーモンの養殖は、1959年にデンマークの淡水養殖場からの紹介でトラウト（ニジマス）の養殖を始めたことから始まり、その後トラウトが海水でも順応することから海面での養殖が開始され、1970年にはヒトラ島 (Hitra (island)) にアトランティックサーモンの養殖場が作られた。1985年に初めて生食での消費が開始された。
日本への輸出は1980年代にノルウェーの水産省により「プロジェクト・ジャパン」が立ち上げられ、寄生虫の心配がなく生食ができるサーモンの販売を促進、ニチレイが協定を結び寿司店向けにノルウェーサーモンの販売を開始し、回転寿司用として普及していった。駐日ノルウェー大使館に水産参事官として赴任したビョーン・エイリク・オルセンが大きな役割を果たした。
ノルウェーでは2006年1月に発効した養殖法（Aquaculture Act）などにより養殖業はライセンス制度として管理されており、最大限飼育できる養殖魚の生物量などが決められている。
クリミア半島での問題があり2014年8月にロシアはノルウェーからの水産物輸入を停止したが、他国に転換することでノルウェーサーモンの輸出金額はコロナの影響で2020年に一時的に減少した以外は増大し続けている。
2022年時点で、ノルウェーでは約150万トンのサーモンが養殖生産されており、ノルウェーの通商産業水産省所管の「ノルウェー水産物審議会」（NSC）によれば、2021年の日本へのサーモン輸出量は約5万トンとなっている。2023年1-7月期のアジア市場では、日本や韓国を抜いて中国が最大の輸出先となった。

## 食用について
サーモンはたんぱく質とオメガ3脂肪酸を豊富に含むオイリーフィッシュ に分類される一般的な食用魚である。養殖鮭と天然鮭の主要生産国であるノルウェーでは養殖と天然鮭は食品の品質と安全性の点でわずかに異なる。養殖鮭は環境汚染物質の含有量が少なく、天然鮭は脂肪酸オメガ3の含有量が多い。
生のサケの肉には、アニサキス症を引き起こす海洋寄生虫であるアニサキス線虫が含まれている可能性がある。冷蔵が利用可能になる前は日本でも生の鮭を消費していなかった。サーモンとは1980年代後半に無寄生のノルウェー産サーモンが登場し、刺身や寿司の製造に使用されるようになったのはごく最近のことである。

## 問題点など
2025年2月、世界最大級の水産会社モウイ（Mowi）社のノルウェー北部トロムス沿岸にある生け簀が荒天の影響で破損し、養殖していた約10万5千匹のサーモンのうち約4分の1が逃げ出した。野生種に寄生虫を移したり、野生種が産卵場所を奪われたりすることのほか、養殖サーモンと野生種の交配で遺伝的多様性が失われることによる野生種の生存率の低下などが懸念されるため、モウイ社は捕獲に対して1匹あたり500ノルウェークローネの懸賞金をかけた。